# Lijst van nummer 1-hits in Australië in 2002
Deze hits stonden in 2002 op nummer 1 in de ARIA Charts, de bekendste hitlijst in Australië.
| Datum        | Artiest               | Titel                      |
| ------------ | --------------------- | -------------------------- |
| 6 januari    | P!nk                  | Get the party started      |
| 13 januari   | P!nk                  | Get the party started      |
| 20 januari   | Enrique Iglesias      | Hero                       |
| 27 januari   | Enrique Iglesias      | Hero                       |
| 3 februari   | Kylie Minogue         | In your eyes               |
| 10 februari  | Shakira               | Whenever, wherever         |
| 17 februari  | Shakira               | Whenever, wherever         |
| 24 februari  | Shakira               | Whenever, wherever         |
| 3 maart      | Shakira               | Whenever, wherever         |
| 10 maart     | Shakira               | Whenever, wherever         |
| 17 maart     | Shakira               | Whenever, wherever         |
| 24 maart     | Kasey Chambers        | Not pretty enough          |
| 31 maart     | Kasey Chambers        | Not pretty enough          |
| 7 april      | Kasey Chambers        | Not pretty enough          |
| 14 april     | Kasey Chambers        | Not pretty enough          |
| 21 april     | DJ Ötzi               | Hey baby (uhh, ahh)        |
| 28 april     | DJ Ötzi               | Hey baby (uhh, ahh)        |
| 5 mei        | DJ Ötzi               | Hey baby (uhh, ahh)        |
| 12 mei       | DJ Ötzi               | Hey baby (uhh, ahh)        |
| 19 mei       | Scott Cain            | I'm moving on              |
| 26 mei       | Shakira               | Underneath your clothes    |
| 2 juni       | Eminem                | Without me                 |
| 9 juni       | Eminem                | Without me                 |
| 16 juni      | Holly Valance         | Kiss kiss                  |
| 23 juni      | Holly Valance         | Kiss kiss                  |
| 30 juni      | Elvis Presley & JXL   | A little less conversation |
| 7 juli       | Elvis Presley & JXL   | A little less conversation |
| 14 juli      | Elvis Presley & JXL   | A little less conversation |
| 21 juli      | Eminem                | Without me                 |
| 28 juli      | Eminem                | Without me                 |
| 4 augustus   | Elvis Presley & JXL   | A little less conversation |
| 11 augustus  | Vanessa Carlton       | A thousand miles           |
| 18 augustus  | Vanessa Carlton       | A thousand miles           |
| 25 augustus  | Avril Lavigne         | Complicated                |
| 1 september  | Avril Lavigne         | Complicated                |
| 8 september  | Avril Lavigne         | Complicated                |
| 15 september | Avril Lavigne         | Complicated                |
| 22 september | Avril Lavigne         | Complicated                |
| 29 september | Avril Lavigne         | Complicated                |
| 6 oktober    | Scooter               | The logical song           |
| 13 oktober   | Scooter               | The logical song           |
| 20 oktober   | Las Ketchup           | The ketchup song (Aserejé) |
| 27 oktober   | Nelly & Kelly Rowland | Dilemma                    |
| 3 november   | Nelly & Kelly Rowland | Dilemma                    |
| 10 november  | Nelly & Kelly Rowland | Dilemma                    |
| 17 november  | Nelly & Kelly Rowland | Dilemma                    |
| 24 november  | Las Ketchup           | The ketchup song (Aserejé) |
| 1 december   | Las Ketchup           | The ketchup song (Aserejé) |
| 8 december   | Delta Goodrem         | Born to try                |
| 15 december  | Eminem                | Lose yourself              |
| 22 december  | Eminem                | Lose yourself              |
| 29 december  | Eminem                | Lose yourself              |